# J. F. 로턴

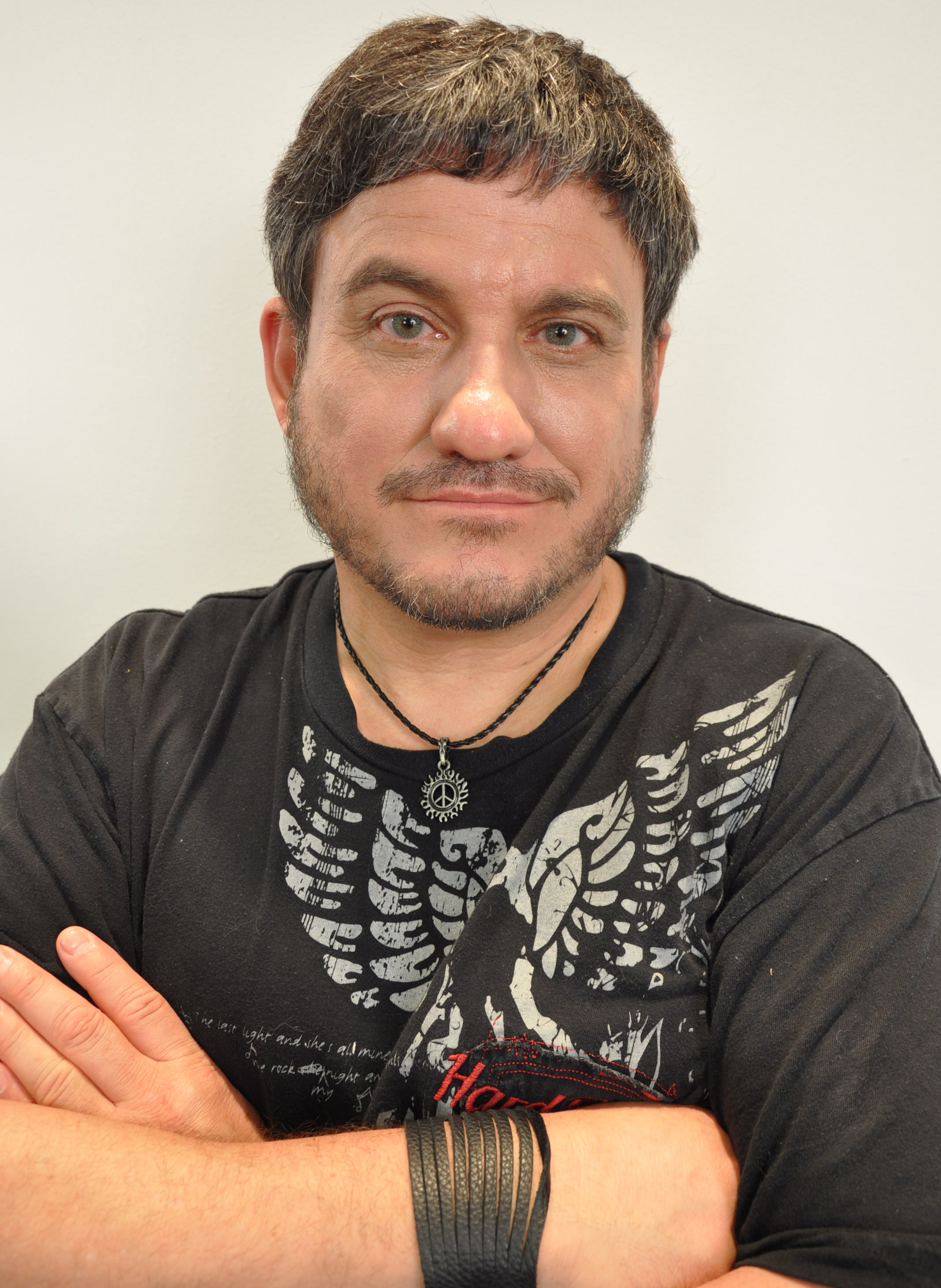
2009년 모습

J. F. 로턴(J. F. Lawton, 본명: Jonathan Frederick Lawton, 1960년 8월 11일 ~ )은 미국의 각본가, 프로듀서, 감독이다. 박스오피스 히트작 귀여운 여인 (영화), 언더시즈, 언더시즈 2, 헌티드 (1995년 영화), 체인 리액션, DOA (영화) 등에 관여했다.

## 생애
로턴은 난독증과 주의력결핍 과잉행동장애(ADHD)를 앓고있다. PETA(People for the Ethical Treatment of Animals)의 후원자이기도 하다. 환경 문제, 인권, 암, 가난, 9·11 테러 공격에 대한 걱정을 표했다.
기자, 작가, LGBT 활동가 파올라 로튼과 결혼했다.

## 같이 보기
- 영화 감독 목록